# Juan Darío Merlos
Juan Darío Merlos (né le 19 mai 1978 à Mar del Plata) est un coureur cycliste argentin, courant à la fois sur route et sur piste.

## Biographie
En 2017, il se distingue en prenant la quatrième place du championnat d'Argentine sur route.

## Palmarès sur piste

### Championnats panaméricains
- Aguascalientes 2014
  -  Médaillé d'argent de la poursuite par équipes

### Jeux panaméricains
- Toronto 2015
  -  Médaillé d'argent de la poursuite par équipes

### Jeux sud-américains
- Santiago 2014
  -  Médaillé d'argent de la poursuite par équipes